# Vlădești (Vâlcea)
Vlădeşti es una comuna ubicada en el distrito Vâlcea, Rumania.

## Superficie
Posee una superficie de 21,18 kilómetros cuadrados.

## Demografía
Hasta 2021 la población era de 3330 habitantes, con una densidad de población de 157,2 habitantes por kilómetro cuadrado.